# Korczew
Korczew è un comune rurale polacco del distretto di Siedlce, nel voivodato della Masovia.
Ricopre una superficie di 105,14 km² e nel 2004 contava 3 043 abitanti.